# Oliarus mashonana
Oliarus mashonana är en insektsart som beskrevs av Van Stalle 1987. Oliarus mashonana ingår i släktet Oliarus och familjen kilstritar. Inga underarter finns listade i Catalogue of Life.